# Gramenca prima
Genre
Espèce
Gramenca prima, unique représentant du genre Gramenca, est une espèce d'araignées aranéomorphes de la famille des Salticidae.

## Distribution
Cette espèce est endémique de Guinée.

## Description
La carapace des femelles mesurent de 1,4 à 1,5 mm et l'abdomen de 1,5 à 1,7 mm.

## Publication originale
- Rollard & Wesołowska, 2002 : Jumping spiders (Arachnida, Araneae, Salticidae) from the Nimba Mountains in Guinea. Zoosystema, vol. 24, no 2, p. 283-307 (texte intégral).